# باول بيرد
باول بيرد (7 مايو 1971 - ) (بالإنجليزية: Paul Bird)‏ هو لاعب كريكت بريطاني.